# 胡氏进士坊
胡氏进士坊位于安徽省黄山市歙县东郊桂林镇吴川村，已列为歙县文物保护单位。
胡氏进士坊位于菜园中，是一座功名坊，立于清康熙年间。它造型罕见，四柱三间无顶，仅有两边柱冲天，柱头上有小瑞兽，中间两柱不出头，前后各有一对石狮夹柱。上刻有“顺治壬辰科进士胡文学”、“康熙甲辰科武进士胡璋”字样，表彰清初的胡文学、胡璋两位进士。